# Beatriz Morayra
Beatriz Morayra (née le 27 avril 1977 à Mexico, au Mexique) est une actrice de nationalité mexicaine. Elle a participé à de nombreuses telenovelas. 

## Carrière
Beatriz commence sa carrière en 1985 dans la série Mujer, casos de la vida real. 
En 2001, elle intègre la telenovela La intrusa. Puis elle participe à d'autres telenovelas comme Clase 406, Rebelde, Lola, érase una vez et En nombre del amor.
En 2012, elle est dans l'équipe artistique de Porque el amor manda.
En 2014, elle participe à la telenovela Mi corazón es tuyo.
En 2016, elle  est une antagoniste dans la telenovela Sueño de amor, travaillant ainsi pour la troisième fois avec le producteur Juan Osorio aux côtés de l'antagoniste principal Julián Gil.

## Filmographie

### Film
- 2015 : Víctimas o Culpables y Prax

### Telenovelas
- 1985 : Mujer, casos de la vida real
- 2001 : La intrusa : Aidé
- 2003 : El secreto oculto : Yolanda
- 2003 : Clase 406 : Georgina
- 2004 : Rebelde
- 2007 : Lola, érase una vez
- 2008 : En nombre del amor : Lorena Lozano Peniche
- 2011 : Como dice el dicho : Laura
- 2012 : Porque el amor manda : Martha Ferrer / Marcia Ferrer
- 2013 : Como dice el dicho : Alba Romero
- 2014 : Mi corazón es tuyo : Manuela Limón[4]
- 2016 : Sueño de amor :  Silvana Fierro Mazanares
- 2021 : ¿Qué le pasa a mi familia? : Rosalba Reyes Toledo
- 2024 : Tu vida es mi vida : Dra. de Paula